# La Tragantía
La Tragantía es una leyenda del pueblo de Cazorla sobre la reconquista de la ciudad.
La leyenda trata de una princesa mora encerrada en las mazmorras del Castillo de la Yedra por su padre el rey del castillo. 
Ante el inexorable avance de las tropas cristianas este encerró a la princesa en una cueva cercana al castillo tapiando la entrada con la intención de rescatarla cuando las tropas cristianas se hubieran marchado, refugiándose él con su tropa en la cercana sierra que rodea al pueblo. Sin embargo las tropas cristianas alcanzaron al rey y a su séquito dando muerte a todos ellos y ocuparon la población de Cazorla.
La princesa aprisionada en la cavidad, ignorada por todos, según cuenta la leyenda, a causa de la oscuridad y la humedad se metamorfoseó en un ser mitad serpiente mitad mujer, y desde entonces permanece en la cueva de la que sólo sale las noches de San Juan, en las que se puede oír su lamento:
Yo soy la tragantía
hija del rey moro,
quien me oiga cantar
no verá la luz del día
ni la noche de San Juan.